# CloudLinux OS
CloudLinux OS це операційна система яка розроблена для загального хостингу, програмною компанією CloudLinux Inc. CloudLinux OS ґрунтується на OpenVZ ядрі та цілковито сумісна з CentOS/RHEL packages. CloudLinux OS розроблена щоб покращити стабільність та безпеку сервера та оптимізувати роботу розрахунків ізольованих орендарів серверу, встановити ліміти використання ресурсів для них, оптимізувати роботу з базою даних тощо.
Перша версія CloudLinux OS була видана у січні 2010. А вже у лютому 2011 операційна система стала підтримувати RHEL6. У квітні 2015 було додано підтримку для RHEL7.

## Огляд
CloudLinux OS забезпечує модифіковане ядро, що ґрунтується на базі ядра OpenVZ, з додаванням багатьох унікальних функціональних рішень. Головною властивістю є Lightweight Virtual Environment (LVE)- відокремлене оточення зі своїми лімітами на CPU, пам'ять, IO, IOPS, число процесів тощо. Переключення до CloudLinux OS здійснюється за допомогою скрипту cldeploy який ставить ядро, перемикає yum репозіторії та встановлює базові пакети задля працювання LVE. Після встановлення сервер потребує перезавантаження, щоб завантажити нове щойно встановлене ядро. CloudLinux OS не змінює існуючі пакети, тому можливе завантаження попереднього ядра без якихось хитрощів.